# Trường thần kinh ngoại vi
Trường thần kinh ngoại vi dùng để chỉ một vùng da được chi phối bởi một dây thần kinh. Một trường dây thần kinh ngoại vi có thể được miêu tả thành phân bố thần kinh da.
Một vùng được chi phối bởi một rễ lưng được gọi là một khoanh da.
Các nhà thần kinh học dựa vào bản đồ khoanh da và trường dây thần kinh ngoại vi để chẩn đoán vùng tổn thương thần kinh dựa vào các khiếm khuyết bản thể hoặc trong cơ thể ở vùng khoanh da và trường thần kinh ngoại vi cụ thể. Mặc dù các vùng chi phối có phần nhất quán sau các mẫu xác định di truyền giữa các loài, vùng chi phối cụ thể là độc nhất cho mỗi cá nhân như vân tay.